# 互助委員會

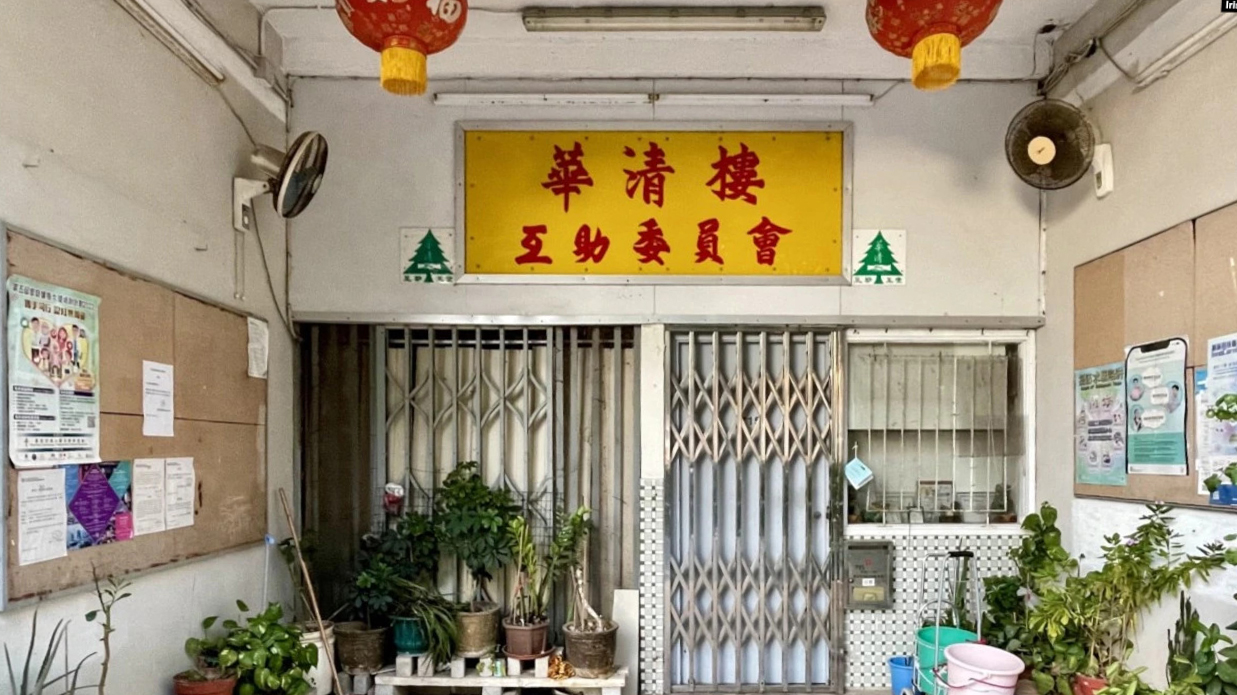
港島華富邨華清樓互助委員會

互助委員會（簡稱：互委會）是香港一個居民組織。截至2022年3月，香港共有超過1600個互助委員會。
1976年，香港港督麥理浩在施政報告提出成立互助委員會，由大廈居民選出委員，互委會可與政府部門尋求意見及協助。
2022年，香港民政事務總署以“角色日渐式微”為由，提出所有互助委員會在2023年1月1日前解散，由政府新成立的18区关爱队取代。

## 工作內容
互助委員會在解散之前，主要的任務是爲了促進鄰里關係，增加居民的社區參與。委員會主要需要推廣地區的活動及社區服務，也需要就該區的發展事宜與政府部門會面及表達意見。
然而，機構只是一個義務性質的自發組織，不存在任何法人資格，不能代表業主處理糾紛，也沒有任何起訴權力。

## 覆蓋範圍
互助委員會在剛推行的時候只針對私人物業推廣，其後推廣到了不同的公營房屋和工廈，在解散前有超過1700多個互助委員會，涵蓋香港各區。

## 解散影響
- 因為互助委員會的解散，由富善邨善美樓互助委員會申請客運營業證的非專營巴士路線NR54亦要取消[5]。
- 有些沒有業主立案法團，而只有互助委員會的大廈，因為互委會解散，相應的服務亦除之而停止，例如倒垃圾、公眾地方的維修、清洗水箱等

## 外部連結
- 互助委員會 （页面存档备份，存于）